# Новый Погост
Новый Погост (бел. Новы Пагост) — деревня в Миорском районе Витебской области Беларуси. Административный центр Новопогостского сельсовета. Расположен в 190 км к западу от Витебска. Железнодорожная остановка «Зори» на линии Воропаево-Друя. Автомобильными дорогами связан с Миорами, Друей, Браславом, Верхнедвинском, Шарковщиной, Полоцком. Население — 286 человек (2019).

## История
До прихода славян на территориях, окружающих Новый Погост, проживали прибалтийские народы (предположительно ятвяги). Об этом свидетельствует типичный для балтов курган (Городец) в Пиладском лесу в 3 км от Нового Погоста; культовый камень под названием «Кравец» около деревни Старый Погост, о котором написал видный белорусский писатель и политик Вацлав Ластовский в журнале «Кривич» в 1923 году; легенда о городе «Баготске» с крепостными стенами и башнями, который когда-то существовал между двух озёр недалеко от деревни Старый Погост, а также легенда о красивой Белой Рани, владелице города Баготска.
Несомненно, что созданное кривичами, жившими вдоль рек Двины и Палаты, Полоцкое княжество в своё время было мощным и сыграло свою роль в истории. Полоцк — один из старейших городов, (862 г). Во времена Полоцкого князя Брачислава полочане захватили у литовских и латгальских племён территорию Браславщины. На месте Браслава в VII—IX веках существовало поселение, основанное латгалами/ В XI веке Браславщина вошла в состав Полоцкого княжества, и был основан славянский укрепленный пункт Браслав. Вдоль дороги, ведущей из Полоцка в Браслав, был основан пункт отдыха для путешественников под названием Погост (в 7 −8 км от существующего ныне Нового Погоста). Он располагался на возвышении между двух озёр, на месте легендарного города Баготска и недалеко от существующей ныне деревни Старый Погост. В 1386 г. впервые упоминается торговый населённый пункт Друя на реке Двине в хронике М. Стрыйковского. Основная дорога из Друи на Глубокое и Минск пересекалась с дорогой Полотск-Браслав в 7-8 км от Погоста Старого. Здесь, на перекрёстке основных дорог, и был основан новый остановочный пункт отдыха путешественников и лошадей под названием Новый Погост. В 1386—1505 гг. Новый Погост уже неоднократно упоминается в Метриках Литовских (Великое Княжество Литовское), в связи с судебными решениями по поводу различных имущественных споров между жителями этого местечка, а также жителями Браслава и Друи
.В 1499 г. Великий Князь Литовский Александр дарит Новый Погост и Иказнь вместе с окружающими деревнями своему секретарю Яну Сапеге (Секретарю короля Александра). Он как владелец принял решение поднять статус населённого пункта, основать католические парафии и построить костёлы в Иказни и Новом Погосте, и в 1509 году получил на это разрешение короля Сигизмунда. Следующий владелец этих мест Лев Сапега (канцлер Великого Княжества Литовского) осуществил идею своего родственника и организовал строительство деревянного костёла, школы и парафиального госпиталя в Новом Погосте в 1593 году.
С 1919 по 1939 г.г. — в составе Польши. Завершение первой мировой войны победой стран Антанты открыло возможность для получения независимости многом народам. Руководитель возрождённого польского государства Юзеф Пилсудский, родившийся в 100 км от Нового Погоста, стремился расширить границы вновь независимой Польши до размеров, которые она занимала до 1772 года (до разборов). Реализовать этот замысел в полном объёме ему не удалось, однако после кровопролитной Польско-Советской войны 1920 г, в которой, кстати, жители Нового Погоста воевали в обеих противостоящих армиях, а также в соответствии с Рижским договором, Новый Погост снова оказался в пределах новой и независимой Польши. Он снова стал местечком, в котором располагалась гмина. Погост принадлежал к Браславскому повету Виленского воеводства. Эта местность оказалась в самой северо-восточной части Польши и относилась к так называемым «восточным крессам». Население было многонациональным: белорусы, поляки, русские, евреи, татары, литовцы и др. национальности. Польским языком в начале владело меньше половины населения, однако вскоре благодаря открытию польских школ он стал доминирующим, хотя со специфичным северо-восточным акцентом. Польское Правительство вкладывало средства в развитие этой отсталой окраинной местности, в которой преобладало сельскохозяйственное производство. В местечке стали открываться магазины и другие обслуживающие население и перерабатывающие сельхозпродукцию предприятия. Их владельцами были в основном евреи. Большинство построенных ими зданий сохранились до настоящего времени. По воскресеньям в местечке организовывался базар, а во время религиозных праздников — религиозные торжественные мероприятия. Крестьяне приобретали землю, лес, сельскохозяйственных животных и инвентарь и переселялись на хутора. В 1938 году построили железную дорогу Крулевщизна — Воропаево — Друя, которая проходила около Нового Погоста. В Погосте была оборудована железнодорожная станция «Зори». Открылась возможность путешествовать поездом в Друю, откуда узкоколейка вела до Браслава и Дукштас. А из Воропаева и Крулевщизны можно попасть в Вильно и далее в глубь Польши, или в Полоцк (СССР). Кроме того, через Погост проходили тракты Браслав—Полоцк и Друя-Миоры—Шарковщизна—Глубокое. Соседними местечками были Миоры, Шарковщина, а также поветовый город Браслав (в 40 км). В католической парафии Нового Погоста в 1938 г. состояло 4230 прихожан а в Православной — более 3500 (14) из более чем 100 близлежащих разной величины населённых пунктов (деревень, помещичьих усадеб, хуторов).
С 1939 г. — в составе БССР. С 5 июля 1941 г. по 4 июля 1944 г. Новый Погост был оккупирован немецко-фашистскими войсками.
С 1991 года деревня Новый Погост находится в составе Беларуси.

## Культура
- Музей имени Г. И. Цитовича  ГУО "Новопогостская ясли сад-средняя школа"

## Достопримечательность
- Костёл Святой Троицы (1766) —  Историко-культурная ценность Республики Беларусь, шифр 213Г000566.
- Церковь Святого Николая Чудотворца (1878).
- Рядовая городская застройка (XIX—1-я половина XX вв.).
- Братская могила 1941-1944 годов —  Историко-культурная ценность Республики Беларусь, шифр 213Д000567. Похоронен 98 воинов и партизан, которые погибли в годы Великой Отечественной войны в боях против немецко-фашистских захватчиков. В 1956 году на могиле поставлен обелиск.

## Галерея

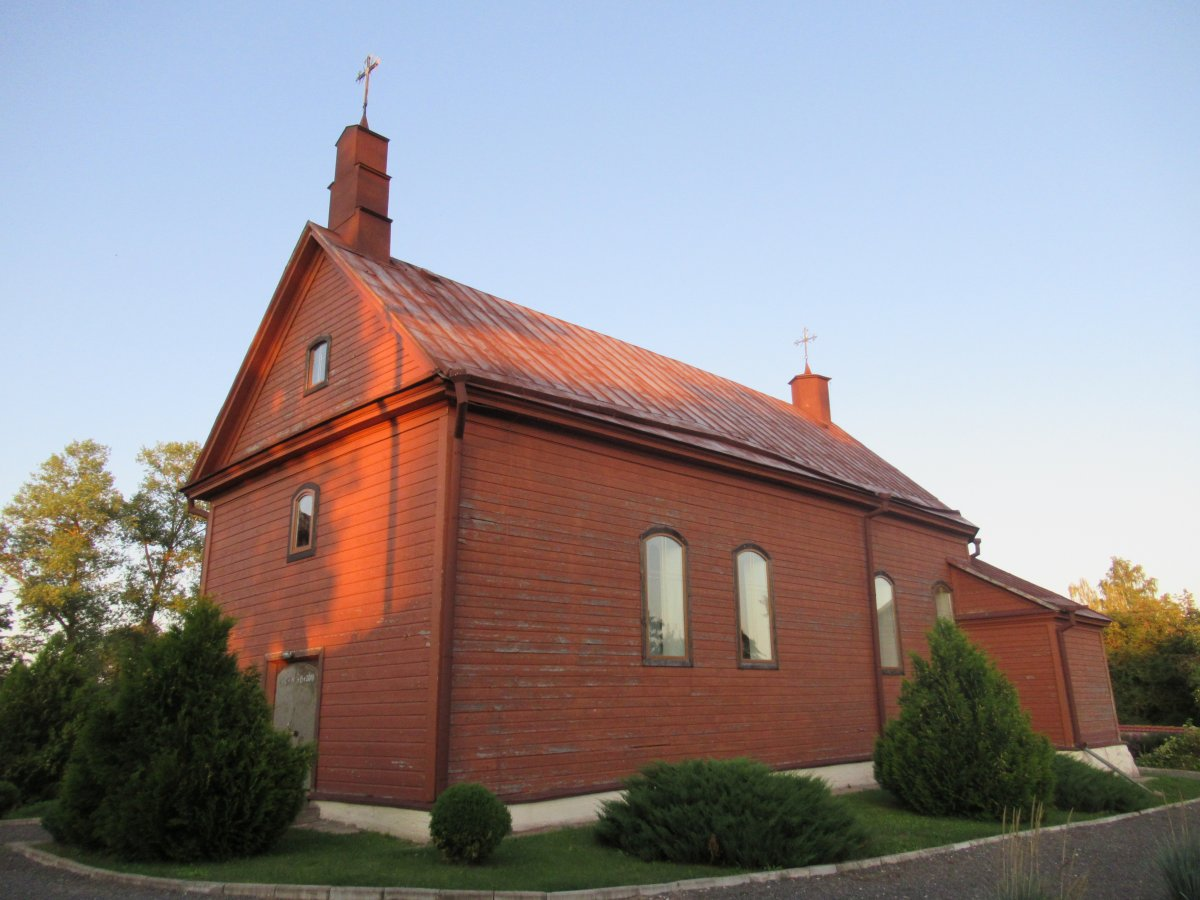
Костёл Св. Троицы
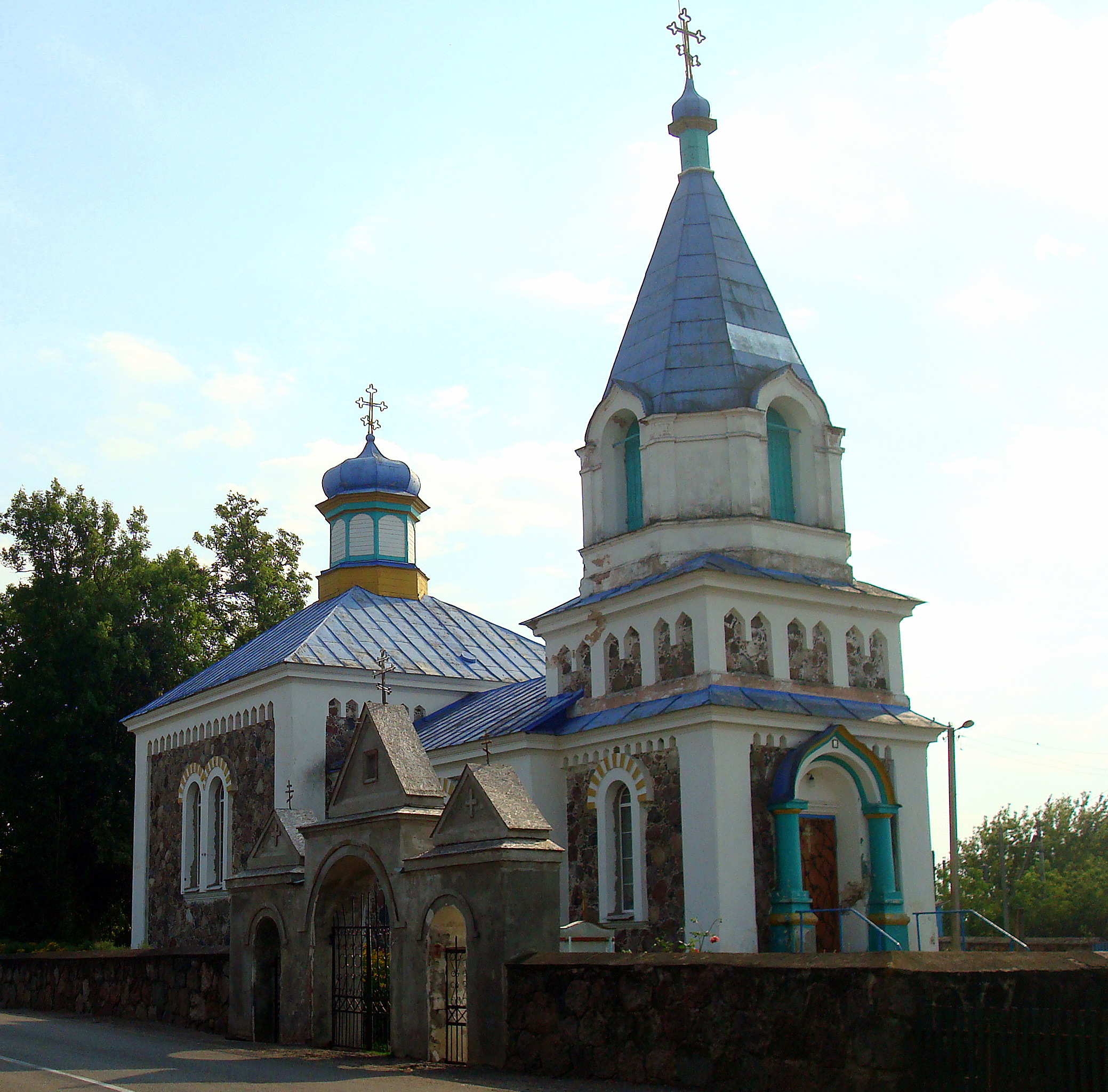
Церковь Св. Николая Чудотворца
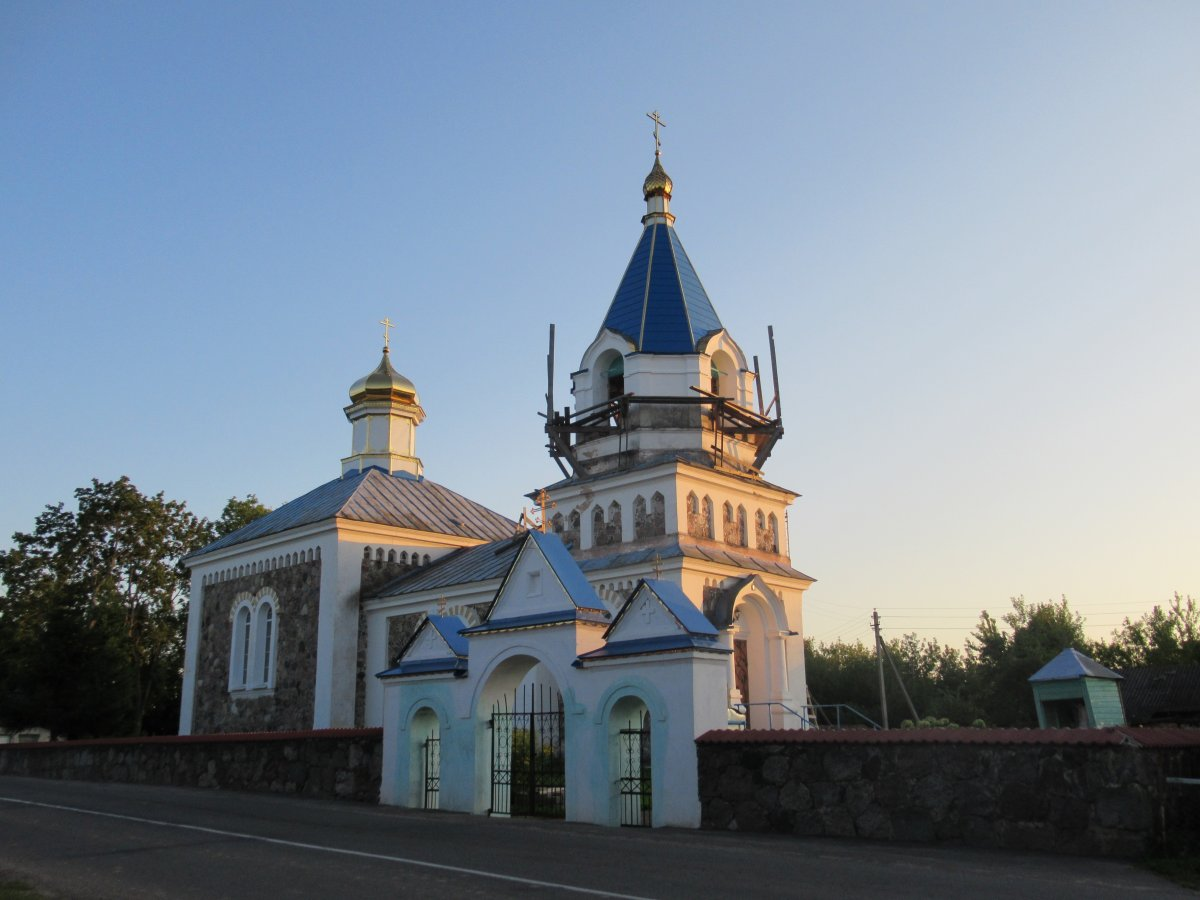
Церковь Св. Николая Чудотворца

## Известные уроженцы
- Орен, Барух (ברוך אורן) (1915—2004) — израильский деятель в области образования.
- Цитович, Геннадий Иванович (1910—1986) — советский белорусский музыковед-фольклорист, музыкальный этнограф и хоровой дирижёр. Народный артист СССР (1968).
- Курлович, Богуслав Станиславович — российский и финский учёный, доктор биологических наук, профессор, эксперт в области генетических ресурсов зерновых и бобовых растений, ботаники и селекции растений и рыб, последователь разработок академика Н. И. Вавилова.
- Эдвард Кишель (Кисель)[пол.] (1918—1993) — епископ Белостока, родился в селе Юнделово (пол. Jundzillowie), гмина Н. Погост[5][6].